# کول جی رپ
ناتانیل توماس ویلسون (به انگلیسی: Nathaniel Thomas Wilson) (زادهٔ ۲۰ ژوئیه ۱۹۶۸ در کویینز) که بیشتر با نام هنری کول جی رپ (به انگلیسی: Kool G Rap) شناخته می‌شود، رپر و ترانه‌سرای آمریکایی است. او یکی از تأثیرگذارترین و بهترین خوانندگان موسیقی هیپ هاپ در تمام ادوار به‌شمار می‌رود، به گونه‌ای که بسیاری از چهره‌های بزرگ هیپ هاپ از جمله جی زی، نوتوریوس بی.آی.جی، امینم و ناس از او تأثیر پذیرفته و او را مورد تحسین قرار داده‌اند. کول جی رپ از پیشگامان رپ خیابانی، هاردکور هیپ هاپ و گنگستا رپ است که برای «قافیه‌های چندسیلابی» مشهور شد.
در سال ۲۰۱۳ کول جی رپ با همکاری گروه رپ فارسی ملتفت (هیچ‌کس، مهدیار آقاجانی، ریویل و قاف) آهنگی به نام جوون و خام (به انگلیسی: Young n Foolish) منتشر کردند.

## آلبوم‌ها
- ۱۹۸۹ - Road to the Riches
- ۱۹۹۰ - Wanted - Dead or Alive
- ۱۹۹۲ - Live and Let Die
- ۱۹۹۵–۴٬۵٬۶
- ۱۹۹۸ - Roots of Evil
- ۲۰۰۲ - The Giancana Story
- ۲۰۰۳ - Click Of Respect
- ۲۰۰۸ - Half a Klip (Reloaded)
- ۲۰۱۱ - Riches, Royalty, Respect
- ۲۰۱۳ - Once Upon a Crime
- ۲۰۱۷ - Return of the Don
- ۲۰۱۸ - Son of G Rap
- ۲۰۲۰ - Genius Of Rap ۲